# خواهر

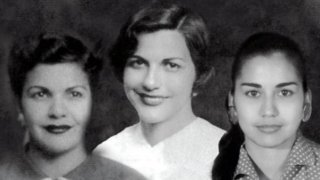
خواهران میرابال

خواهَر یا آبجی یکی از نسبت‌های خانوادگی است و به فرد مونثی (غیر از خود فرد) که فرزند پدر و مادرش باشد گفته می‌شود. خواهر را می‌توان به هم‌نیای مؤنث نیز تعریف نمود.

## تعریف خواهر

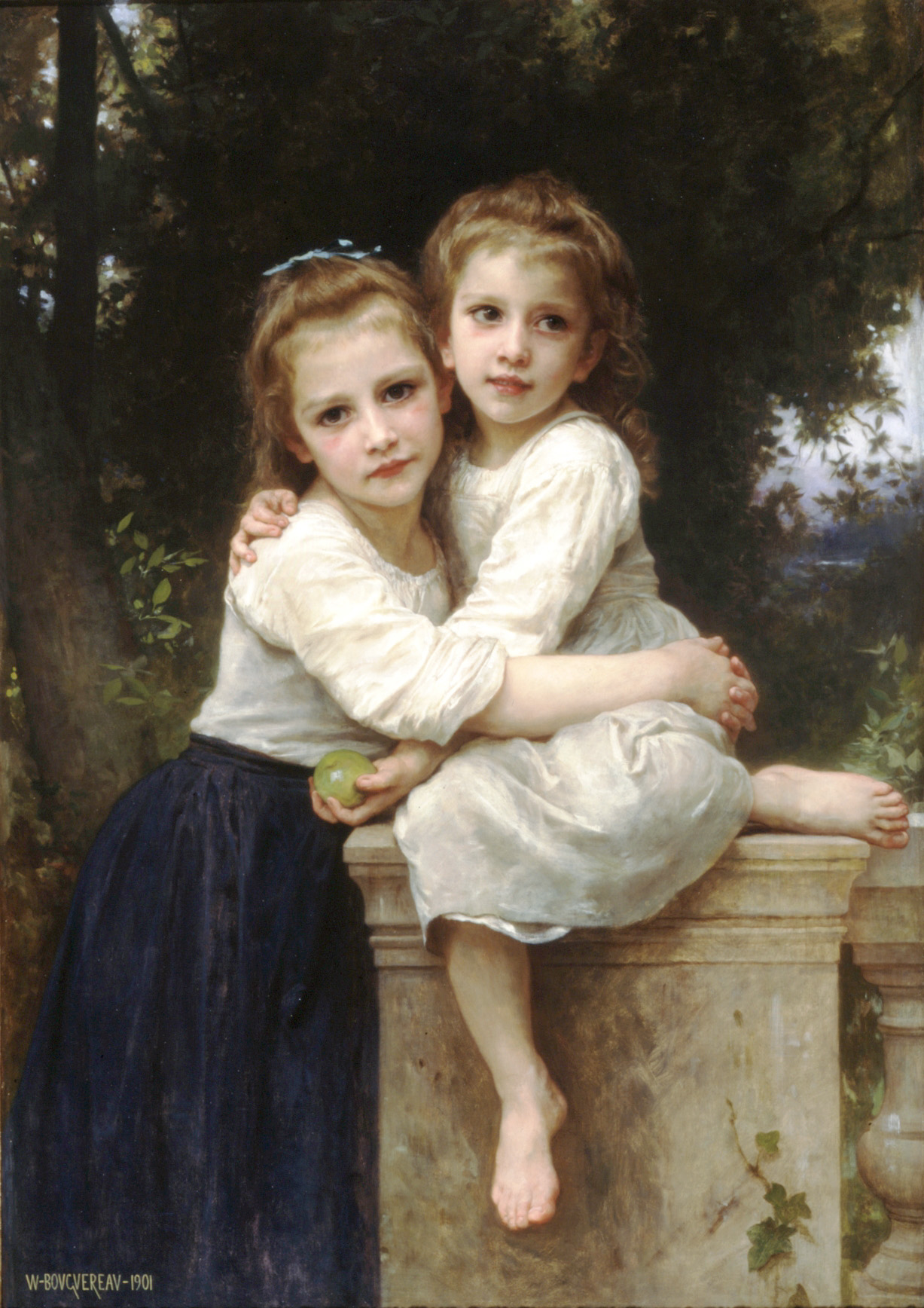
دو خواهر اثر ویلیام-آدولف بوگرو

در افغانستان داشتن پدری واحد برای خواهر بودن کفایت می‌کند. با این تعریف به دختری از مادر واحد ولی از پدر متفاوت خواهر ناتنی گفته می‌شود.
در ایران به فرزندان یک پدر و دو مادر نیز ناتنی گفته می‌شوند. در ایران به خواهر، آبجی هم گفته می‌شود.
در جوامعی چون هند به دختر عمو، دختر عمه، دختر دایی و دختر خاله نیز خواهر گفته می‌شود.

## اسامی مترادف
در فارسی متداول در ایران اسامی دیگری به عنوان مترادف به لغت خواهر گفته می شود:
- همشیره
- آبجی

آبجی کلمه ترکی بوده و ساده شده لغت آغاباجی است. آغا و آقا  معنی بزرگ و باجی  معنی خواهر در ترکی آذربایجانی می دهد. این  کلمه مترادف لغت آبلا به  معنی خواهر بزرگ  در ترکی استانبولی می‌باشد.

## نگارخانه

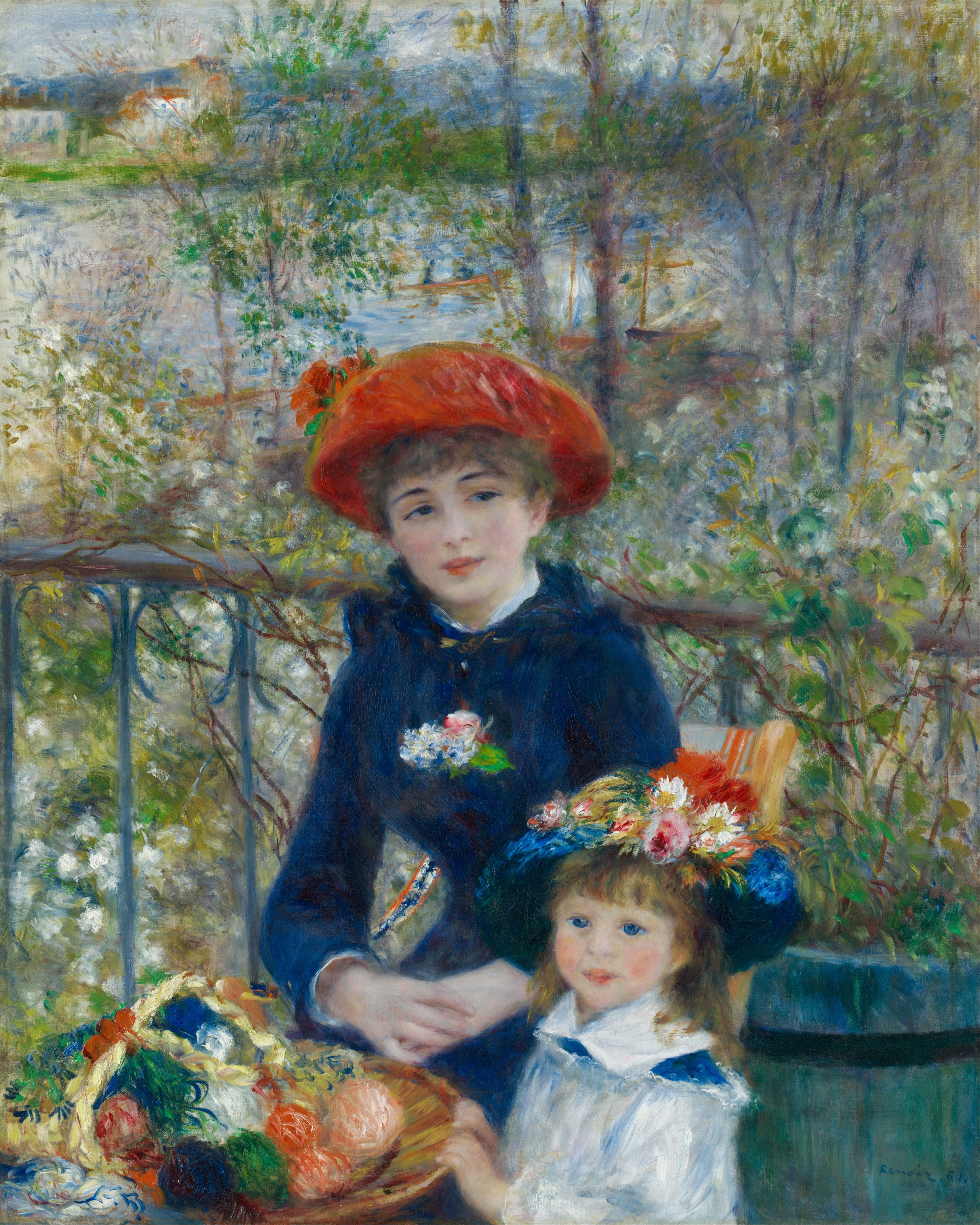
دو خواهر اثر پیر آگوست رنوآر